# Maesobotrya purseglovei
Maesobotrya purseglovei är en emblikaväxtart som beskrevs av Bernard Verdcourt. Maesobotrya purseglovei ingår i släktet Maesobotrya och familjen emblikaväxter. Inga underarter finns listade i Catalogue of Life.